# Zoopsia
In medicina con il termine zoopsia si indica una condizione mentale per cui viene data una realtà fisica ad oggetti inesistenti. Lo stesso procedimento vale anche per i suoni immaginari.

## Eziologia
Questo fenomeno, si riscontra durante le crisi di astinenza da sostanze tossiche, in particolare alcool e cocaina. Si riscontra anche nel  morbo di Korsakoff.

## Storia
Descritta per la prima volta dal patologo tedesco Fleisch, che su se stesso sperimentava la cocaina, a quei tempi ritenuta legale mentre non si conoscevano i suoi effetti negativi.

## Sintomatologia
La persona è affetta da ripetute allucinazioni, soprattutto a livello visivo e olfattivo, ma anche gli altri sensi possono essere interessati.